# David Purley
David Charles Purley (Bognor Regis, 26 gennaio 1945 – Bognor Regis, 2 luglio 1985) è stato un pilota automobilistico britannico.

## Biografia
Figlio di un noto imprenditore inglese, approdò alla Formula 3 all'inizio degli anni settanta. Nel 1973 passò alla Formula 1, correndo per la March.
È ricordato prevalentemente per le vicende drammatiche che lo hanno coinvolto. Tentò infatti di salvare il compagno di marca (ma non di squadra) Roger Williamson intrappolato nella sua March in fiamme al Gran Premio d'Olanda 1973. In quell'occasione la gara non venne interrotta e i commissari di percorso intervennero in ritardo con attrezzature inadeguate. Purley cercò in ogni modo di salvare il collega, ma alla fine fu costretto a desistere venendo allontanato dai soccorritori. Per aver tentato di salvare la vita al giovane Williamson fu decorato con una medaglia al valore, la George Medal.
Purley è ricordato anche per essere sopravvissuto alla più violenta decelerazione conosciuta in F1, a seguito di un incidente sul circuito di Silverstone durante le pre qualifiche del Gran Premio di Gran Bretagna 1977. A causa del blocco dell'acceleratore, l'auto che guidava, una LEC i cui rottami sono esposti nel museo di Donington, tagliò interamente la curva Becketts e decelerò da 173,8 a 0 km/h in una distanza di sessantasei centimetri: una decelerazione vicina ai 180G, che gli costò 29 diverse fratture e parecchi mesi di degenza.
Tornò brevemente alle corse nel 1979 in Formula Aurora ottenendo un quarto posto a Snetterton con una Shadow, debuttando a Brands Hatch con la sua LEC.
Morì nel 1985 alla guida di un aereo acrobatico, un monomotore biplano Pitts Special, con il quale precipitò nel mare al largo di Bognor Regis.
La salma di Purley è stata tumulata nel cimitero parrocchiale di San Nicola, a West Itchenor, nel West Sussex.
A seguito della morte, James Hunt dichiarò: "Penso che si possa esaurire la scorta di fortuna, lui ha decisamente usato tutte le sue nove vite".

## Risultati in F1
| 1973 | Scuderia | Vettura |  |  |  |  |  |     |  |  |    |     |    |  |   |  |  |  |  | Punti | Pos. |
| ---- | -------- | ------- |  |  |  |  |  | --- |  |  | -- | --- | -- |  | - |  |  |  |  | ----- | ---- |
| 1973 | March    | 731     |  |  |  |  |  | Rit |  |  | NP | Rit | 15 |  | 9 |  |  |  |  | 0     |      |

| 1974 | Scuderia | Vettura |  |  |  |  |  |  |  |  |  |    |  |  |  |  |  |  |  | Punti | Pos. |
| ---- | -------- | ------- |  |  |  |  |  |  |  |  |  | -- |  |  |  |  |  |  |  | ----- | ---- |
| 1974 | Token    | RJ02    |  |  |  |  |  |  |  |  |  | NQ |  |  |  |  |  |  |  | 0     |      |

| 1977 | Scuderia | Vettura |  |  |  |  |    |  |    |    |     |    |  |  |  |  |  |  |  | Punti | Pos. |
| ---- | -------- | ------- |  |  |  |  | -- |  | -- | -- | --- | -- |  |  |  |  |  |  |  | ----- | ---- |
| 1977 | LEC      | CRP1    |  |  |  |  | NQ |  | 13 | 14 | Rit | NQ |  |  |  |  |  |  |  | 0     |      |

| Legenda | 1º posto     | 2º posto | 3º posto    | A punti         | Senza punti/Non class.  | Grassetto – Pole position Corsivo – Giro più veloce |
| Legenda | Squalificato | Ritirato | Non partito | Non qualificato | Solo prove/Terzo pilota | Grassetto – Pole position Corsivo – Giro più veloce |